# Димитріє Ґалеш
Димитріє Ґалеш (рум. Dimitrie Galeș, нар. 12 липня 1899, Поєнь-Солка, Герцогство Буковина Австро-Угорщина — пом. XX століття) — румунський магістрат, який обіймав посаду бургомістра міста Чернівці (18 грудня 1941 — 30 вересня 1944) під час румунської окупації та був причетний до депортації євреїв Чернівців до Трансністрії.
Був першим президентом Чернівецького трибуналу. Димитріє Ґалеш був призначений шляхом делегування повноважень за наказом Іона Антонеску бургомістром міста Чернівці 18 грудня 1941 року, замінивши на посаді Траяна Поповича. Звільнений із посади бургомістра міста Чернівці 30 вересня 1944 року перед тим, як радянські війська звільнили місто від румунської фашистської окупації. Димитріє Ґалеш продовжив депортацію близько 5000 євреїв до концтаборів.
Після війни був засуджений до тюремного ув’язнення.